# عباس خان‌مختاری
عباس خان‌مختاری (زادهٔ فروردین ۱۳۲۳ – درگذشتهٔ ۱۸ اردیبهشت ۱۴۰۴) هنرپیشه، تئاتر، سینما و تلویزیون ایرانی بود.از وضعیت ازدواج و تعداد فرزاندان وی اطلاعاتی در دسترس نیست.
عباس خان مختاری زاده آستارا، بازیگر سینما، تئاتر و تلویزیون ایران بود که بازیگری را از سال ۱۳۵۱ در ۲۸ سالگی با فیلم ستارخان آغاز کرد و در بیش از ۳۰۰ فیلم در سینمای ایران حضور داشته است.
این بازیگر صبح روز پنج شنبه هجدهم اردیبهشت 1404 در سن ۸۱ سالگی درگذشت.

## آثار

### تلویزیون
1. طلسم شدگان (۱۳۸۳) [نیازمند منبع]

### سینما
1. سحرگاه پیروزی (۱۳۷۸)
2. مجروح جنگی (۱۳۷۷)
3. فرار من از جهنم (۱۳۷۵)
4. دشمن(۱۳۷۴)
5. سایه به سایه (۱۳۷۴)
6. شیرین و فرهاد (۱۳۷۴)
7. آرایش مرگ (۱۳۷۳)
8. منطقه ممنوع (۱۳۷۳)
9. می‌خواهم زنده بمانم(۱۳۷۳)
10. پادزهر (۱۳۷۲)
11. شاهین طلایی (۱۳۷۲)
12. یاران (۱۳۷۲)
13. تابع قانون (۱۳۷۱)
14. حمله خرچنگها (۱۳۷۱)
15. گریز (۱۳۷۱)
16. مستاجر (۱۳۷۱)
17. بهترین بابای دنیا (۱۳۷۰)
18. راز چشمه سرخ (۱۳۷۰)
19. سیرک بزرگ (۱۳۷۰)
20. آخرین مهلت (۱۳۶۸)
21. سلام سرزمین من (۱۳۶۷)
22. ترن (۱۳۶۶)
23. جنگلبان (۱۳۶۶)
24. کمینگاه (۱۳۶۶)
25. معما (۱۳۶۵)
26. پلاک (۱۳۶۴)
27. بی بی چلچله (۱۳۶۳)
28. حادثه (۱۳۶۳)
29. طائل (۱۳۶۳)
30. مشت(۱۳۶۳)
31. بالاش (۱۳۶۲)
32. فصل خاکستری (۱۳۶۲)
33. کمال‌الملک (۱۳۶۲)
34. ملخ زدگان (۱۳۶۲)
35. هیولای درون (۱۳۶۲)
36. دادا (۱۳۶۱)
37. بازرس ویژه (۱۳۶۰)
38. فرمان (۱۳۶۰)
39. از فریاد تا ترور (۱۳۵۹)
40. انفجار (۱۳۵۹)
41. مسافر شب (۱۳۵۹)
42. خیابانی‌ها (۱۳۵۷)
43. زخم خنجر رفیق (۱۳۵۷)
44. نفس بریده (۱۳۵۷)
45. تلافی (۱۳۵۶)
46. خدا قوت (۱۳۵۶)
47. دو کله شق (۱۳۵۶)
48. فریاد زیر آب (۱۳۵۶)
49. کلام حق (۱۳۵۶)
50. کوچ (۱۳۵۶)
51. مشکل آقای اعتماد (۱۳۵۶)
52. بت شکن (۱۳۵۵)
53. ستیز (۱۳۵۵)
54. علف‌های هرز (۱۳۵۵)
55. غرور و تعصب (۱۳۵۵)
56. قادر (۱۳۵۵)
57. قاصدک (۱۳۵۵)
58. کلک نزن خوشگله (۱۳۵۵)
59. دو آقای با شخصیت (۱۳۵۴)
60. راننده اجباری(۱۳۵۴)
61. قسم (۱۳۵۴)
62. کینه (۱۳۵۴)
63. هدف (۱۳۵۴)
64. ابرمرد (۱۳۵۳)
65. حسین آژدان (۱۳۵۳)
66. عروس پابرهنه (۱۳۵۳)
67. یاران (۱۳۵۳)
68. یاور(۱۳۵۳)
69. ستارخان (۱۳۵۱)